# Lycaugesia hatita
Lycaugesia hatita är en fjärilsart som beskrevs av William Schaus 1911. Lycaugesia hatita ingår i släktet Lycaugesia och familjen nattflyn. Inga underarter finns listade i Catalogue of Life.